# Michael Northey
Michael James Northey (24 maart 1987) is een Nieuw-Zeelands wielrenner die zowel op de weg als op de baan actief is.
Northey kwam in 2011 uit voor Pure Black Racing. Hij reed in 2009 als prof bij Land Rover-Orbea. In 2003 werd Northey derde op de Nieuw-Zeelandse kampioenschappen puntenkoers voor nieuwelingen. In 2004 won hij op de Oceanische Spelen de ploegenachtervolging bij de elite, samen met Matthew Haydock, Dayle Cheatley en Joshua England. Daarnaast werd hij tweede op de achtervolging en de scratch voor junioren. 
In 2009 werd hij derde op het nationaal kampioenschap criterium.
In 2010 won hij een etappe in de Ronde van Walla Walla en een etappe in de Ronde van Southland.

## Overwinningen
2004
- Ploegenachtervolging op de Oceanische Spelen, Elite (met Matthew Haydock, Dayle Cheatley en Joshua England)

2010
- 3e etappe Ronde van Walla Walla
- 5e etappe Ronde van Southland

2012
- 1e etappe Ronde van Loir-et-Cher

## Grote ronden
Geen